# Gesine Ruge
Gesine Ruge (Erfurt, 30 maggio 1985) è un'ex canoista tedesca.

## Carriera
Ruge vince le sue prime medaglie in una competizione assoluta agli Europei 2006 di Račice, con tre argenti nel K-2 1000 metri, coadiuvata da Judith Hörmann, nel K-4 200 metri con Carolin Leonhardt, Nicole Reinhardt e la Hörmann, e nel K-4 500 metri con Conny Waßmuth ad aggiungersi al trio composto da lei, Leonhardt e Hörmann. Nello stesso anno ai Mondiali di Seghedino mette in bacheca una medaglia di bronzo nel K-2 500 metri, affiancata da Fanny Fischer.
Il 2007 è l'anno più fruttuoso per la sportiva tedesca, con la medaglia d'argento ai Campionati Europei di Pontevedra nel K-4 1000 metri con Frederike Leue, Marina Schuck e Judith Hörmann, ma soprattutto la sua prima medaglia d'oro ai Mondiali tedeschi di Duisburg, nella prova in doppio K-2 1000 metri in coppia con la Hörmann e un bronzo nel K-4 1000 metri con le medesime compagne dell'Europeo.
Dopo il ritiro nel 2011, si trasferisce a Lipsia, esercitando la professione di insegnante di inglese ed educazione fisica.

## Palmarès
- Mondiali - Sprint

Seghedino 2006: bronzo nel K2 500 metri.
Duisburg 2007: oro nel K2 1000 metri.
Duisburg 2007: bronzo nel K4 1000 metri.
- Europei - Sprint

Račice 2006: argento nel K2 1000 metri.
Račice 2006: argento nel K4 200 metri.
Račice 2006: argento nel K4 500 metri.
Pontevedra 2007: argento nel K4 1000 metri.